# عملية عبور الصحراء 1999
كانت "معبر الصحراء" عام 1999 سلسلة مناورات حربية عُرفت بأختصار باسم "معبر الصحراء" ، تم إجراءها في نهاية أبريل/نيسان من عام 1999 من قِبل القيادة المركزية الأمريكية (CENTCOM)، وكان هدفها تقييم النتائج المحتملة لغزو العراق بهدف الإطاحة بصدام حسين . قاد المناورات الجنرال البحري أنتوني زيني وكان متقاعدا انذاك."عندما بدا وكأننا على وشك الغزو [ لعراق عام 2003 ]، اتصلتُ بالقيادة المركزية وقلتُ: "عليكم إعادة النظر في مناورة "معبر الصحراء". فقالوا: "ما هذه؟ لم أسمع بها من قبل".   ووفقًا لقائد القوات الجوية الجنرال فيكتور رينوارت ، ، فقد نُظر في نتائج المناورة ولكن رُفضت لأنها دعت إلى قوة غزو من ثلاث فرق مدرعة، بينما فضّل مخططو القيادة المركزية قوة من فرقة مدرعة واحدة فقط مدعومة بفرقة مشاة خفيفة. 
و وفقًا لما ذكره الصحفي توماس ريكس في كتابه "الفشل: المغامرة العسكرية الأمريكية في العراق"، فإن مناورة "عبور الصحراء 1999" كشفت عن استنتاجات مثيرة للجدل داخل القيادة العسكرية. فبالإضافة إلى التحذير من أن الغزو سيتطلب قوة عسكرية هائلة، أشار التقييم إلى أن الولايات المتحدة ستواجه تحديات كبيرة في تحقيق الاستقرار بالعراق بعد الإطاحة بصدام حسين، بما في ذلك احتمال تفكك الجيش العراقي واندلاع صراعات طائفية. وعلى الرغم من أن النتائج كانت واضحة في التحذير من أن الغزو قد يؤدي إلى فوضى، إلا أن القادة العسكريين في ذلك الوقت قللوا من شأن هذه الاستنتاجات، وفضلوا التركيز على التخطيط للعمليات القتالية بدلاً من التخطيط لمرحلة ما بعد الصراع."